# Pascale Briand
Pour les articles homonymes, voir Briand.
Pascale Briand est une chercheuse scientifique française, née le 4 avril 1952 à Nantes. Engagée en politique sous la bannière des Républicains, elle est actuellement maire des Moutiers-en-Retz et présidente de Pornic Agglo Pays de Retz (Loire-Atlantique).

## Biographie
Docteur en biochimie et en médecine, Pascale Briand commence sa carrière en tant que chargée de recherche de 1re classe à l'Inserm. Elle intègre le laboratoire de biochimie génétique de l'hôpital Necker, avant d'évoluer en tant que directeur de recherche 2e classe à l'Institut Cochin.
En 1994, elle devient chargée de mission au département biologie-médecine-santé du ministère de l'Enseignement supérieur et de la Recherche. Elle a notamment dirigé, entre 1996 et 1998, le groupe de travail dédié aux biotechnologies.
En 2000, elle rejoint l'École normale supérieure au poste de directrice adjointe. Elle occupe ce poste durant près de deux années avant d'être nommée, en 2002, conseillère technique pour la recherche et la bioéthique au cabinet de Jean-François Mattei, ministre de la Santé.
En 2003, le Premier ministre Jean-Pierre Raffarin lui confie le pilotage de la mission interministérielle pour la lutte contre le cancer (Plan Cancer 2003-2007) initiée par Jacques Chirac, alors Président de la République. En parallèle, elle assure la présidence du comité chargé d'étudier les demandes d'importation des cellules souches embryonnaires humaines.
En 2005, elle succède à Martin Hirsch à la tête de l'Agence française de sécurité sanitaire des aliments (Afssa). Son mandat est marqué par plusieurs polémiques sur la gestion de l'établissement public, à l'image des critiques formulées par la Cour des comptes sur les dépenses en communication ou sur les avis relatifs aux organismes génétiquement modifiés (OGM),, et au bisphénol A,,. Son départ de l'Agence a suscité le débat chez les observateurs, certains y voyant une « sanction des errements passés »,.
En 2009, elle est nommée directrice générale de l'alimentation au ministère de l'Agriculture.
En 2012, elle quitte provisoirement le ministère de l'Agriculture pour diriger l'Agence nationale de la recherche (ANR). Sa gouvernance a été confrontée à une grogne croissante de la communauté scientifique, cette dernière reprochant l'opacité et le système « shadokien » de l'institution sur fond de baisse des crédits alloués aux chercheurs,,.
Le 17 juillet 2014, Pascale Briand réintègre le ministère de l'Agriculture en tant qu'inspecteur général de l'agriculture de 1re classe.

## Engagement politique
Considérée comme proche de Jacques Chirac et de François Fillon,, Pascale Briand est membre de Les Républicains.
- 28 mars 2004 : élue conseillère régionale Union pour un mouvement populaire des Pays de la Loire[28].
- 30 mars 2014 : élue maire divers droite de Moutiers-en-Retz (Loire-Atlantique)[29].
- 24 avril 2014 : élue vice-présidente de la Communauté de communes de Pornic[30].
- 29 mars 2015 : élue conseillère départementale suppléante Union pour un mouvement populaire dans le canton de Pornic (Loire-Atlantique)[31],[32].

## Vie de famille
Elle épouse Axel Kahn, médecin généticien et essayiste français, le 28 janvier 1995 dans le 15e arrondissement de Paris et le couple se sépare en juin de la même année. 
Elle épouse ensuite Gérard Tobelem, président de l'Établissement français du sang, le 13 décembre 2004 dans le 5e arrondissement de Paris.

## Distinctions
- Officier de la Légion d'honneur (2010)[34].
  - Chevalier en 2001[35].
- Officier de l'ordre national du Mérite (2005)[36].
- Commandeur de l'ordre du Mérite agricole